# إيفور لينتون
إيفور لينتون (بالإنجليزية: Ivor Linton)‏ (20 نوفمبر 1959 بويست بروميتش في المملكة المتحدة - ) هو لاعب كرة قدم بريطاني في مركز الوسط. لعب مع أستون فيلا وبرمنغهام سيتي ونادي بيتربورو يونايتد وBilston Town F.C. ‏ ونيربس كرافت ‏.

## وصلات خارجية
- إيفور لينتون على موقع قاعدة بيانات كرة القدم.إي يو (الإنجليزية)